# Casa de Koháry
Koháry fue una antigua familia noble húngara asentada en Csábrág y Szitnya, ahora los castillos de Čabraď y Sitno y el palacio de Svätý Anton dentro de Eslovaquia. Los Koháry estuvieron entre los magnates de Hungría. Sus posesiones se calcularon en torno a las 150.000 hectáreas convirtiendo a la princesa María Antonia Koháry de Csábrág en el momento de su matrimonio con el príncipe Fernando de Sajonia-Coburgo-Gotha en una de las más ricas herederas de Europa.

## Príncipe Koháry
El 15 de noviembre de 1815, el jefe de la casa, el entonces canciller imperial Ferenc József (1760-1826), fue hecho Fürst Koháry (Príncipe Koháry) por el emperador Francisco I de Austria. A la muerte de Ferenc József, su único hijo sobreviviente, una hija llamada María Antonia (1797-1862), fue proclamada heredera del nombre familiar (fíúsított). Cuando se casó el 2 de enero de 1816, su marido el príncipe Fernando de Sajonia-Coburgo-Gotha tomó el nombre de Sajonia-Coburgo-Gotha-Koháry. Entre los descendientes de María Antonia y Fernando se encuentran el último emperador de Austria (Carlos I), los tres últimos reyes de Portugal (Luis I, Carlos I, Manuel II), y los tres últimos reyes de Bulgaria (Fernando I, Boris III, Simeón II).
La jefatura de esta rama de la casa de Sajonia-Coburgo-Gotha fue heredada por el rey Simeón II de Bulgaria quien la cedió a su hermana, la princesa María Luisa de Bulgaria, convertida así en princesa de Koháry.

## Miembros notables de la familia
- Péter Koháry (1564-1629), oficial, diplomático, fue elevado al título de barón en 1616 por el emperador Matías I.
- barón István Koháry (1616-1666), conde-supremo (Ispán) de Hont, teniente general (altábornagy) bajo Leopoldo I del Sacro Imperio, gobernador de distrito. Hijo del anterior.
- barón István Koháry (1649-1731). Poeta, político y general Labanc - al servicio de los Habsburgo - combatió a los otomanos y los Kuruc y fue recompensado con el título de conde en 1685 por Leopoldo I.
- barón Farkas Koháry (1650-1704), conde-supremo de Hont, oficial, barón, fue elevado en el mismo tiempo que su hermano al título de conde en 1685.
- conde András József Koháry (1694-1757), general de caballería, főispán, importante propietario. Hijo de Farkas Koháry (1650-1704).
- conde Miklós Koháry (1721-1769), teniente general, főispán de Hont.
- conde Ignác József Anton Franz Xaver Koháry (1726-1777), conde-supremo (fõispán) de Hont.
- conde János III Koháry (1733-1800), director de la corte imperial y real, viajero.
- conde Ferencz József, I príncipe Koháry (1760-1826), canciller imperial. Hijo del anterior.